# Hermann Broch
Pour les articles homonymes, voir Broch (homonymie).
Hermann Broch est un romancier, dramaturge et essayiste autrichien, né le 1er novembre 1886 à Vienne (Autriche), mort le 30 mai 1951 à New Haven (Connecticut).

## Biographie
Hermann Broch nait dans une famille de la riche bourgeoisie juive industrielle de Vienne où son père possède une usine de textile. En 1907, il est diplômé de l'école d'ingénieurs textiles de Mulhouse (alors allemande). Il prend peu après la succession de son père à la tête de l'usine jusqu'en 1927.
Sans qu'il soit possible d'expliquer ses raisons, Broch abandonne la direction de l'usine familiale et suit à partir de 1928 des études de mathématiques, de philosophie et de psychologie. En 1931, Broch se dirige vers le métier d'écrivain (il publie des textes dans des revues depuis les années 1910).
À l'âge de quarante-cinq ans, en 1931, Broch publie son premier roman, la trilogie Les Somnambules (Die Schlafwandler), il y développe une nouvelle forme de narration sur le thème prémonitoire du délabrement des valeurs de la société contemporaine à travers un tableau de l'Empire allemand durant le règne de Guillaume II de 1888 à 1918.
Broch s'intéresse aussi aux questions de philosophie liées à la culture, à l'apprentissage, aux savoirs et à la psychologie des masses, marqué par la montée en puissance des fascismes en Europe. Il est proche à cet égard de l'autre grand romancier viennois de l'époque, Robert Musil. Il analyse cet aspect dans La théorie de la folie des masses, opposant la démocratie au nazisme, et refusant d'hypostasier la masse, indiquant à chaque fois la responsabilité de chacun dans ce processus politique et social. De plus, plutôt que d'opposer simplement la rationalité et l'individualisme rationnel des démocraties à l'irrationalité du fascisme, il appelle la démocratie à utiliser les rituels et les mythes afin d'élever les individus vers une rationalité refusant le processus de massification. Par ses écrits, Broch ne désespérait pas d'influencer indirectement les événements contemporains.
Les nazis annexent l'Autriche en 1938 et Broch est arrêté et emprisonné. Avec l'aide de son ami le romancier irlandais James Joyce (Broch est aussi un ami d'Aldous Huxley), il réussit à se faire libérer rapidement et à émigrer aux États-Unis. Après avoir reçu un prix de la Fondation Rockefeller pour ses études sur la psychologie des masses, il obtient un poste de professeur honoraire à l'Université Yale en 1950 avant de mourir un an plus tard sans avoir achevé son travail sur le Tentateur.
Son œuvre majeure, La Mort de Virgile (Der Tod des Vergil) fut publiée en premier aux États-Unis en 1945, dans une traduction anglaise, avant d'être publiée en allemand après la guerre. Ce roman, dans lequel sont inextricablement mêlées réalité et hallucinations, descriptions et méditations, poésie et prose, retrace les derniers jours de la vie du poète romain Virgile, à Brundisium (Brindisi), où il discute longuement avec ses amis et Auguste, essayant d'obtenir de ce dernier qu'il le laisse détruire son manuscrit de l'Énéide, avant de se raviser et de l'offrir à Auguste, puis de se réconcilier à la fin avec sa destinée. Une adaptation radiophonique en a été réalisée par Gwenaëlle Aubry, dans une traduction d'Albert Kohn, le 30 avril 2004 sur France Culture.
Hermann Broch a créé l'image d'« Apocalypse joyeuse » pour désigner le sentiment de désastre imminent et d'effondrement prochain de l'Empire austro-hongrois qui habitait une grande partie de ses citoyens au début du XXe siècle.

## Œuvres

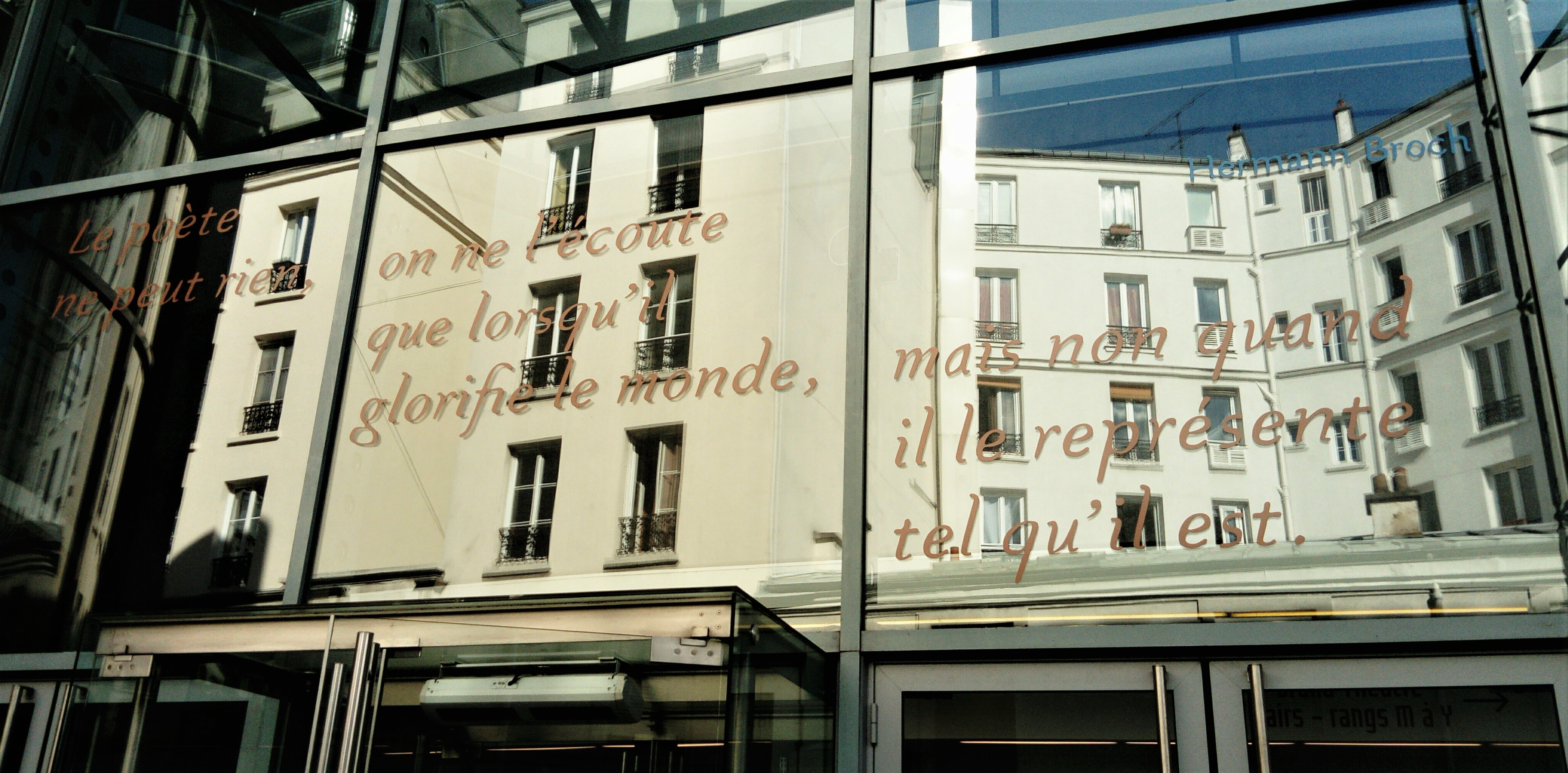
Citation d'Hermann Broch, inscrite temporairement sur la façade de verre du Théâtre de la Colline en 2018, à Paris.

- Logique d'un monde en désintégration (Logik einer zerfallender Welt ; 1931), traduction française de Christian Bouchindhomme, éditée dans: Logique d'un monde en ruine, six essais philosophiques. Éditions de l'éclat, coll. « Philosophie imaginaire », 2005
- Les Somnambules (Die Schlafwandler ; 1931-1932), traduit en français en 1956 ;
- Le Mal dans le système des valeurs de l'art (Das Böse im Wertsystem der Kunst ; 1933) ;
- L'Expiation (Die Entsühnung (Denn sie wissen nicht, was sie tun) ; 1933) ;
- James Joyce et le Temps présent (James Joyce und die Gegenwart ; 1936) ;
- Esprit et Esprit du temps (Geist und Zeitgeist ; 1943) ;
- La Mort de Virgile (Der Tod des Vergil ; 1945), traduit en français en 1955 ;
- Les Irresponsables (Die Schuldlosen ; 1950) traduit en français en 1961 dont une partie a servi pour une pièce de théâtre Le récit de la servante Zerline mis en scène par Klaus Michael Grüber avec Jeanne Moreau ;

Publications posthumes
- Le Tentateur (Der Versucher ; 1954), 1960 traduit en français en 1960;
- Création littéraire et Connaissance (Dichten und Erkennen ; 1955), recueil d'essais édité par Hannah Arendt ; reprise en publication séparée : Quelques remarques à propos du kitsch. Éditions Allia, Petite Collection.
- Hofmannsthal et son temps (Hofmannsthal und seine Zeit ; 1955) ;
- Erkennen und Handeln - Essays, Rhein Verlag, 1955 ; traduction partielle : Logique d'un monde en ruine, six essais philosophiques. Éditions de l'éclat, coll. « Philosophie imaginaire », 2005
- Lettres (Briefe ; 1957) 1961;
- Psychologie des masses (Massenpsychologie ; 1959) ;
- La Grandeur inconnue (Die unbekannte Grösse ; 1961) traduit en français en 1968 ;
- (Der Bergroman ; 1969) ;
- (Massenwahntheorie ; 1979) traduit en français par Pierre Rusch et Didier Renault sous le titre Théorie de la folie des masses , Éditions de l’éclat, coll. Philosophie imaginaire, 2008.
- Hermann Broch. Lettres, 1929-1951. Éditées et présentées par Robert Pick. Traduites de l'allemand par Albert Kohn, Paris, Gallimard, coll. « Du Monde Entier », 526 p., Traduit en français en 1961.
- La Grandeur inconnue / Écrits de jeunesse / Lettres à Willa Muir, Gallimard, coll. « Du Monde Entier », Traduit en français en 1987.

Liste non exhaustive : beaucoup de ses œuvres, notamment parmi les essais, n'ont pas encore été traduites en français.